# Bellegarde (Gard)
Bellegarde – miejscowość i gmina we Francji, w regionie Oksytania, w departamencie Gard.
Według danych na rok 1990 gminę zamieszkiwało 4508 osób, a gęstość zaludnienia wynosiła 100 osób/km² (wśród 1545 gmin Langwedocji-Roussillon Bellegarde plasuje się na 73. miejscu pod względem liczby ludności, natomiast pod względem powierzchni na miejscu 73.).